# إنجيل الإبيونيين
إنجيل الإبيونيين هو الاسم الشائع الذي أطلقه الباحثون على إنجيل منتحل ذكر في سبع اقتباسات في كتاب «Panarion» لإبيفانيوس السلاميسي، ولكنه أخطأ حين وصفه بالإنجيل العبراني، واعتبره نسخة مبتورة ومحرّفة من إنجيل متى. ذكر إبيفانيوس تلك الاقتباسات ليوضح اختلاف معتقدات وممارسات طائفة مسيحية يهودية تعرف بالإبيونيين عن الأرثوذكسية النيقية.

الأجزاء الباقية من هذا الإنجيل مستخلصة من نسخة توائمية من الأناجيل الإزائية مكتوبة باليونانية الكوينهية مصحوبة بشروحات واختصارات تعكس لاهوتية كاتبها. أهم سمات تلك هذا الإنجيل عدم ذكره للولادة العذرية ولا نسب يسوع، وتبنّي الرب ليسوع لتفانيه بلا خطيئة لتحقيق مشيئة الرب، حيث اختاره ليكون ابن الله عند تعميده، إضافة إلى إلغاء يسوع لطقس القربان اليهودي، وتأكيد نباتية يسوع. ويعتقد أن هذا الإنجيل كُتب في منتصف القرن الثاني الميلادي في أو بالقرب من شرق نهر الأردن. وبالرغم من الاعتقاد بأن هذا الإنجيل استخدم من قبل الإبيونيين خلال عصر المسيحية المبكرة، إلا أن هوية الجماعة أو الجماعات التي استخدمته محل حدس.
يعد إنجيل الإبيونيين أحد الأناجيل اليهودية المسيحية مثل إنجيل العبرانيين وإنجيل الناصريين، التي لم يبق منها جميعها سوى أجزاء في شكل اقتباسات في كتابات آباء الكنيسة الأولى. ونظرًا لحالة التجزئة تلك، فإن الربط بين الأناجيل اليهودية المسيحية والأصل المفترض للإنجيل العبراني غير مؤكد، ويخضع لدراسات بحثية كثيفة. يتميز إنجيل الإبيونيين عن غيره، ويُعرّف على أنه قريب من النسخة المفقودة من إنجيل الإثني عشر. فلا يتبين استقلايته عن إنجيل يوحنا ويتشابه في طبيعته مع الإنجيل المتوائم المعتمد على الأناجيل التي استخدمها يوستينيوس، على الرغم من أن العلاقة بينهم، إن كان هناك علاقة، غير مؤكدة. هناك تشابه بين هذا الإنجيل ووثيقة كانت ضمن الاعترافات الكليمنتية، التي يشار إليها تقليديًا بين الباحثين بصعودات يعقوب البار، حينما يتعلق الأمر بالحديث عن إلغاء طقس القربان اليهودي.

## خلفية
امتلك إبيفانيوس السلاميسي إنجيلاً نسبه إلى الإبيونيين عندما كان أسقفًا لمدينة سلاميس في قبرص. وانفرد من بين آباء الكنيسة بزعمه أن قبرص أحد معاقل الإبيونيين. لا يُعرف من محتوى ذلك الإنجيل سوى سبع اقتباسات أوردها إبيفانيوس في الفصل الثلاثين من كتابه «Panarion» الذي تناول فيه تاريخ الهرطقة في المسيحية حتى تاريخه، بهدف النقد اللاذع لعقائد الإبيونيين. كانت انتقاداته أحيانًا متناقضة، ويعتقد أنه استند في بعضها على الظن. فهذه المصادر المتعددة، المتضاربة أحيانًا، جُمعت لتوضيح تناقض معتقدات وممارسات الإبيونيين مع عقيدة مجمع نيقية، حيث يرى الباحث الهولندي كيلغن أن اقتباسات إبيفانيوس من إنجيل الإبيونيين كانت بغرض إظهار سخافات محتوى هذا الإنجيل. لذا، فاختياره للاقتباسات كان تعسفيًا، وربما لا يشير إلى المحتوى الحقيقي للإنجيل، أو ربما بهدف استخدام ذلك بطريقة غير مباشرة لتوجيه النقد اللاذع ضد الآريوسيين في زمانه، وهو رأي الباحث جريجوري فينلي الذي يرى أن البيانات التي أوردها إبيفانيوس حول الإبيونيين متضاربة نسبيًا، كما أنه لم يذكر أي شيء عارض به الإبيونيون الأرثوذكسية النيقية. وبالتالي، اعتقد فينلي أن إبيفانيوس استخدم اسم الإبيونيين وكتاباتهم، وربط بينهم وبين كتابات قد تخصهم أو لا تخصهم لمهاجمة كل أشكال الآراء الهرطوقية.
يعد مصطلح «إنجيل الإبيونيين» مصطلحًا حديثًا مُتعارف عليه، حيث لا توجد أي وثيقة باقية من عصر المسيحية الأولى تذكر إنجيلاً بهذا الاسم. حتى أن إبيفانيوس وصف هذا الإنجيل بأنه «الإنجيل الذي استخدموه، ونسبوه إلى متّى» و«سمّوه الإنجيل العبراني». وفي نحو سنة 1689 م، سمّاه الراهب الفرنسي ريتشارد سيمون «إنجيل الإبيونيين»، وهو الاسم الذي أصبح شائعًا بين الباحثين لتمييز النص الإنجيلي الذي استخدمه الإبيونيون وبين اعتقاد إبيفانيوس الخاطيء أنه كان النسخة العبرانية من إنجيل متى.  منشأ هذا الإنجيل الإصلي غير معروف، أحد التكهنات تفترض أنه كُتب في شرق وادي الأردن في الموضع الذي يعتقد أن الإبيونيين أقاموا فيه، وفقًا لما ورد في كتابات آباء الكنيسة. ويعتقد أنه كُتب في منتصف القرن الثاني الميلادي، بالتزامن مع الأناجيل الأخرى التي كتبت في تلك الفترة.